# جیگی جیگی ننه خانم
جیگی جیگی ننه خانم، مطرب دوره‌گردی در دهه ۱۳۳۰ و ۱۳۴۰ خورشیدی در مشهد، ایران بوده‌است. او به دلیل تغییر ناخودخواسته و تصادفی محل دفنش از آرامستان گلشور مشهد به ایوان عباسی حرم امام رضا، مورد توجه اهالی مشهد قرار گرفت و به شهرت رسید. علی شریعتی در وصیت نامه اش از او یاد کرده و رضا کیانیان، هنرمند سینمایی و داوود کیانیان برادرش، ضمن نقل خاطراتی از حرفه و شخصیت جیگی جیگی، او را اثر گذار در انتخاب حرفه خود؛ و تأثیرگذار بر دوره کودکی محمدرضا شجریان معرفی کرده‌اند. عنوان فستیوال جهانی تئاتر عروسکی جیگی جیگی، برگرفته از نام او است.

## زندگی‌نامه
نام واقعی جیگی جیگی مشخص نیست. اهالی مشهد ساکن محله قدیمی نوغان که در دو دهه سی و چهل، او را دیده‌اند، او را با قامتی متوسط و استخوانی با موهای صاف و خرمایی و با چهره ای ژولیده توصیف می‌کنند.
جیگی جیگی از لباس‌های عجیب و غریب همراه با یک کلاه پوستی که دم روباهی به عنوان حمایل از آن آویزان کرده بود، استفاده می‌کرد. برخی راویان او را با لباس محلی مردم بیرجندتوصیف کرده‌اند، برخی با لباس محلی کردهای شمال خراسان و گروهی هم او را مردی که لباسی چون دیگران می‌پوشیده اما کلاهی بر سر می‌گذاشته که دم روباهی از آن آویزان بوده‌است، توصیف کرده‌اند. این احتمال هست که در طول سال‌های فعالیتش و در فصول مختلف، از لباس‌های گوناگون استفاده می‌کرده‌است.
در گذشته، در انتهای کوچه نوغان مشهد، در نزدیکی دبیرستان حاج تقی آقا بزرگ امروزی، کانالی بوده‌است که درونش اتاقکی غار مانند قرار داشت. جیگی جیگی روزها به دوره‌گردی می‌پرداخته و شب‌ها در آن اتاق می‌خوابیده‌است.
او در ماه‌های محرم و صفر، دف و دایره نمی‌زد. هر روز پس از خروج از محل زندگی خود، نخست به گنبد علی بن موسی الرضا سلام می‌داد و هنگام عبور از کوچه‌های محله نوغان و مسیرهای دیگری که گنبد علی بن موسی الرضا نمایان بود، سلام می‌کرد و با پنهان کردن دف و تنبک پشت سر یا زیر لباسش، و پس از دور شدن از گنبد، آوازه خوانی و تنبک زنی را شروع می‌کرد. جیگی جیگی حتی با دیدن روحانیون، تنبکش را پنهان می‌کرده، آوازه خوانی نمی‌کرده؛ و پس از احوال پرسی و دورشدن آن‌ها، دنباله کار خویش می‌گرفته‌است.
او نوازنده دف و دایره‌زنگی بوده‌است. شعر زیر تکه‌کلام او بوده و پس از سلام به گنبد علی بن موسی الرضا، در گذرگاه‌ها بلند می‌خوانده‌است.
| جیگی جیگی ننه خانوم |  | بیا بشین روی زانوم   |
| رو زانوم سنجد داره  |  | یه کمی بخور قوت داره |

## مرگ و محل دفن
اهالی محله نوغان مشهد، پس از چند روز غیبت جیگی جیگی، به خانه ویژه اش داخل کانال می‌روند و با پیکر بی جان او مواجه می‌شوند. جنازه را به سردخانه می‌برند. به دلیل بی کسی، شبی آنجا می‌ماند تا روز بعد، در آرامستان گلشور دفن شود. همزمان با جیگی جیگی، جنازه بازرگانی نیز شبانه به سردخانه منتقل می‌شود. صبح روز بعد، بازماندگان مرد تاجر، جنازه را تحویل گرفته، برای انجام مراسم به خانه و بعد برای دفن به حرم می‌برند. کارگران شهرداری نیز جنازه جیگی جیگی را به آرامستان گلشور، گورستان عمومی شهر می‌برند و به سرعت دفن می‌کنند.
بستگان مرد بازرگان، در کنج ایوان طلای حرم امام رضا، محل دفنی تعیین کرده بودند و پس از کنار زدن کفن متوجه می‌شوند که جسد با جسد جیگی جیگی جابه‌جا شده‌است و بازرگان در گورستان عمومی دفن شده‌است. آن‌ها برای جابه‌جایی جسد از مراجع تقلید شیعه مانند میرزا حسین فقیه سبزواری و سید محمدهادی میلانی، استفتا می‌گیرند اما هردو، به دلیل ممنوعیت نبش قبر، با خواسته آنان مخالفت کرده و پاسخ می‌دهند که جیگی جیگی در حرم بماند و مرد تاجر در همان گورستان عمومی.

## دربارهٔ او
علی شریعتی وصیت نامه اش اینگونه از او یاد کرده‌است:
«چه گرفتاری عجیبی در قضاوت میان این دو صف متجانس متخاصم پیدا کرده‌ام. هر وقت آن «ملاباجی گشنیزخانم» ها را می‌بینم می‌گوییم باز هم آنها و هر وقت آن «جیگی جیگی ننه خانم» ها را می‌بینم می‌گویم باز هم اینها.»
رضا کیانیان در خاطره خوانی از جیگی جیگی گفته‌است:
«در آن زمان که کودکی ۱۰–۱۲ ساله بودم، حرکات او که با ساز انجام می‌داد برایم شگفت‌انگیز بود و شاید علاقه‌ای که به عروسک نمایشی او داشتم باعث شد بعدها سراغ تئاتر بروم. در همان زمان بچه دیگری هم بود به نام محمدرضا که محو مضراب جیگی جیگی می‌شد. پدر محمدرضا قاری قرآن بود و در مغازه‌اش به او تمرین قرآن می‌داد و این کودک کسی نبود جز محمدرضا شجریان.»
به جز رضا کیانیان، داوود کیانیان، امیر قویدل کارگردان سینما و تلویزیون، رضا صابری و برخی هنرمندان دیگر، خاطرات خود از جیگی جیگی را نقل کرده‌اند که در کتاب زندگی‌نامه «جیگی جیگی، ننه خانوم» گردآوری شده توسط محمد برومند منتشر شده‌است.

## جشنواره بین‌المللی هنرهای نمایشی جیگی جیگی
- نخستین جشنواره بین‌المللی هنرهای نمایشی با نام جیگی جیگی، ۹ اردیبهشت ۱۳۹۷ در مشهد برگزار شد.[۱۳]